# USL First Division
United Soccer Leagues First Division – zawodowa liga piłkarska rozgrywana w Stanach Zjednoczonych, Kanadzie i Portoryku. Obok North American Soccer League, była jedną z dwóch lig utworzonych na drugim poziomie rozgrywek piłkarskich w Stanach Zjednoczonych i Kanadzie, zaraz za Major League Soccer stanowiącą pierwszy poziom rozgrywek. Organizatorem rozgrywek był United Soccer Leagues. USL First Division była następcą A-League oraz poprzednikiem USL Pro. W lidze tej nie obowiązywała reguła awansu i spadku.

## Drużyny
- Atlanta Silverbacks (2005–2008)
- Austin Aztex FC (2008–2010)
- California Victory (2007)
- Carolina RailHawks (2007–2009)
- Charleston Battery (2005–2009)
- Cleveland City Stars (2009)
- Miami FC (2006–2009
- Minnesota Thunder (2005–2009)
- Montreal Impact (2005–2009)
- Portland Timbers (2005–2010)
- Richimond Kickers (2005)
- Rochester Rhinos (2005–2009)
- Seattle Sounders (2005–2008)
- Toronto Lynx (2005–2006)
- Vancouver Whitecaps (2005–2009)
- Virginia Beach Mariners (2005–2006)